# Vesterland-Før
Vesterland-Før (på nordfrisisk Waasterlun Feer) er betegnelsen for den vestlige del af den nordfrisiske ø Før. Geografisk omfatter Vesterlandet landsbyerne Borgsum, Dunsum, Goting, Hedehusum, Yttersum, Vitsum, Syderende og den sydlige del af Niblum. Byerne er beliggende i Sankt Laurentii eller i Sankt Johannes Sogn, sidstnævnte sogn strækker sig dog hen over både Vester- og Østerlandet. 
Sammen med naboøen Amrum udgjorde Vesterland-Før Før Vesterherred. Allerede i Kong Valdemars jordebog fra 1231 skelnedes mellem øens vestlige og østlige del . Sammen med Amrum, List på Sild og dele af Rømø dannede Vesterlandet før 1864 de kongerigske enklaver, som hørte til Ribe Amt. Tre kommuner i området (Goting, Hedehusum og Yttersum) viste dansk flertal ved folkeafstemmingen 1920, men forblev på grund af den geografiske afstand til den nye grænse ved Tyskland.
Landsbyerne i Vesterland-Før, som i kirkelig henseende hørte under Sankt Johannes Sogn (Skt. Hans Sogn), kaldes også for Boowentaarpen.
Antallet af frisisktalende i Vesterlandet er lidt større end i Østerlandet. Der er også små dialektale forskelle mellem de to ø-herreder. Den før-frisiske variant i Vesterlandet kaldes for weesdring.